# مبادئ النهايات (إسلام)
مبادئ النهايات هي فروض العبادات أي الصلاة والزكاة والصوم والحج، وذلك أن نهاية الصلاة هي كمال القرب والمواصلة الحقيقية، ونهاية الزكاة هي بذل ما سوى الله لخلوص محبة الحق، ونهاية الصوم هي الإمساك عن الرسوم الخلقية ولهذا قال تعالى في الكلمات القدسية: «الصوم لي وأنا أجزي به»، ونهاية الحج الوصول إلى المعرفة والتحقق بالبقاء بعد الفناء لأن المناسك كلها وضعت بإزاء منازل السالك إلى النهاية ومقام أحدية الجمع والفرق.